# Yves Murasca
Yves Murasca ist ein deutscher Discjockey (DJ), Musikproduzent und Gründer des House-Labels Déepalma Records.

## Leben
Yves Murasca ist ein deutscher Musikproduzent und House-DJ sowie Gründer und Besitzer des House-Labels Déepalma Records. Der Durchbruch gelang ihm mit seiner zweiten Single All About Housemusic. Es wurde der erfolgreichste Titel für Milk & Sugar Recordings im Jahr 2008 und machte Yves Murasca zum meistverkauften Exklusiv-Künstler des Labels – neben Milk & Sugar selbst. Abgesehen von Remix-Arbeiten für diverse Künstler der Houseszene wie Bob Sinclar, Barbara Tucker, Jean Claude Ades, Milk & Sugar, Chris Lake oder Tom Novy brachte Murasca seit 2007 mehrere eigene Singles auf den Markt. 2013 gründete er das House-Label Déepalma Records. Außerdem betätigt er sich als Label- und A&R Manager des 1997 von Michael „Milk“ Kronenberger und Steffen „Sugar“ Harning gegründeten deutschen Labels Milk & Sugar Recordings. Yves Murasca ist der Bruder des Schriftstellers Jörg Steinleitner.

## Diskografie
(Quelle: )

### Singles
- Yves Murasca & Rosario Galati feat. Karolyn Haze – Love This Life (2022 Déepalma Records)
- Momo Khani, Yves Murasca, Rosario Galati & Meindel feat. Chasing Kurt - Bigger Than Me (2022 Déepalma Records)
- Rosario Galati & Yves Murasca – Lo Que Siento (2021 Déepalma Records)
- Meines & Yves Murasca - Mazunte (2021 Déepalma Records)
- Meines & Yves Murasca - Me Calma (2021 Déepalma Records)
- Yves Murasca & Rosario Galati – The Mind EP (2021 Déepalma Records)
- Yves Murasca & Rosario Galati feat. Chasing Kurt – Time (2019 Déepalma Records)
- Rosario Galati & Yves Murasca – Kalura (2018 Déepalma Records)
- Rosario Galati & Yves Murasca – Carry On [Re-Vision] (2018 Déepalma Records)
- Yves Murasca & Rosario Galati feat. Chasing Kurt – The Light (2017 Kittball Records)
- Rosario Galati & Yves Murasca – From The Stars (2017 Déepalma Records)
- Yves Murasca – Right On (2017 Déepalma Records)
- Yves Murasca – Underground People (2016 Milk & Sugar Recordings)
- Rosario Galati & Yves Murasca – Hypnotize EP (2016 Kittball Records)
- Rosario Galati & Yves Murasca – Carry On (2016 Déepalma Records)
- Yves Murasca & Ron Carroll – Everyone (2014 Milk & Sugar Recordings)
- Rockaforte & Yves Murasca feat. Silvia – Heartless Beatings (2014 Déepalma Records)
- Yves Murasca feat. Axel B. – Space Trip / Remixes (2013 Déepalma Records)
- Yves Murasca – Never (2012 Milk & Sugar Recordings)
- Yves Murasca & Ezzy Safaris – Bunga Bunga! (You Got Me) (2011 Milk & Sugar Recordings)
- Ruben Alvarez & Yves Murasca feat. Gran Purismo – All The Same (2011 Milk & Sugar Recordings)
- Yves Murasca feat. Linda Fields – Happy (2010 Milk & Sugar Recordings)
- Yves Murasca feat. Ezzy Safaris – Saxophobic Satisfaction (2010 Milk & Sugar Recordings)
- Yves Murasca & Ivan Project – Balearic Knights E.P. (2010 Diamondhouse Records)
- Yves Murasca & Ivan Project – The Muzik (2010 Diamondhouse Records)
- Yves Murasca pres. Vintage System – Let Me Dance For You (2009 Diamondhouse Records)
- Yves Murasca & BK Duke feat. Angie Brown – Move Your Body (2009 Milk & Sugar Recordings)
- Yves Murasca – All About Housemusic (2008 Milk & Sugar Recordings)
- Yves Murasca feat. Kyra – Saxophobic Satisfaction (2007 Milk & Sugar Recordings)

### Remixes
- Domino DB - Heaven (2020 Déepalma Records)
- Julie McKnight, Rogerio Lopez, Tim Porta – Home (2019 Milk & Sugar Recordings)
- Giangi Cappai feat. Nia Martin – Black Queen (2017 Déepalma Records)
- Mario Cruz – The Message (2016 Déepalma Records)
- Rosario Galati – Deep In My Chest 2016 (2016 Déepalma Records)
- Namy feat. Marc Evans – Reset (2015 King Street Sounds)
- Vanilla Ace – MDF (2015 Blockhead Recordings)
- Matthew1626 feat. Karolyn Haze – While We Still Can (2014 Déepalma Records)
- Milk & Sugar feat. Maria Marquez – Canto Del Pilón (2013 Milk & Sugar Recordings/2014 Warner Music)
- Polina Griffith – Holding Us (2013 Déepalma Records)
- Etienne Ozborne & Chris Montana feat. Shovell – Quioza (2013 Milk & Sugar Recordings)
- Juan Diaz & Alexandra Prince – I Can Feel It (2013 Milk & Sugar Recordings)
- Gianni Coletti vs KeeJay Freak – Another Star (2012 Diamondhouse/MODA/Listen.to.it)
- D.O.N.S. & Michael Weermets feat. Kadoc – The Nighttrain (2012 Kingdome Kome Cuts/Kontor)
- Milk & Sugar feat. Miriam Makeba – Hi-a Ma (Pata Pata) (2011 Universal Music)
- Warren Clarke – Everybody (2011 Milk & Sugar Recordings)
- Peter Brown – Save The Drums (2011 Suka Records)
- Kaelig feat. Jayhem – Bring Back (2011 Diamondhouse Records)
- Bongoloverz feat. Boysie White – Fly Away (2011 Diamondhouse Records)
- Felix Navarro – Tanya! (2011 Diamondhouse Records)
- Kaelig feat. Jayhem – Bring Back (2011 Diamondhouse Records)
- Tom Novy feat. Lima – Now Or Never (2010 Kosmo Records /Armada Music/Ego/Zouk)
- Suzanne Palmer – Big Love (2010 Star69 Records)
- Milk & Sugar feat. Ayak & Lady Chann – Crazy (2010 Milk & Sugar Recordings)
- Distant People feat. Hannah K. – Rhythm of my Love (2010 Diamondhouse Records)
- Chris Lake feat. Nastala – If You Knew (2009 Milk & Sugar Recordings/Rising Music)
- Bob Sinclar – I Feel For You (2008 Yellow Productions)
- Don Oliver feat. Barbara Tucker – Better (2008 Milk & Sugar Recordings)
- JCA pres. Solaphonics – Total Love (2008 Milk & Sugar Recordings/Just Entertainment)
- Milk & Sugar – Higher & Higher (YM Edit) (2008 Milk & Sugar Recordings)
- Candy Williams feat. Whiteside – Time Is Right (2008 Milk & Sugar Recordings)
- Lee Cabrera & Alex Cartana – Shake It (Move A Little Closer) (2007 Houseworks Records)
- Milk & Sugar feat. Ayak – Stay Around (2007 Milk & Sugar Recordings)
- Fabio Bacchini – Wherever (2007 Delecto Recordings)
- Doc Phatt – Been A Long Time (2007 Egoiste Recordings)
- Jeremy Sylvester ft. Pauline Henry – Heaven (2007 Love House Records)
- Major Boys – Panamerica (2007 Milk & Sugar Recordings/Joia)
- Ax & Johnny House – In The Name Of House (2007 Diamondhouse Records)
- Housemates – Power of Music (2006 Milk & Sugar Recordings)
- Phil D. – Lift Me Up (2006 Diamondhouse Records)
- Stereo Mutants feat. Emelia Dabrowski – I Wonder (2006 Diamondhouse Records)
- Levan feat. Andrea Mocha – Keep Me Sweet (2006 Diamondhouse Records)

### CD-Kompilationen
- Déepalma Ibiza 2022 (3×CD) mixed by Yves Murasca & Rosario Galati (2022 Déepalma Records)
- Déepalma Ibiza Winter Moods, Vol. 3 (3×CD) mixed by Yves Murasca & Rosario Galati (2022 Déepalma Records)
- Déepalma Ibiza 2021 (3×CD) mixed by Yves Murasca & Rosario Galati (2021 Déepalma Records)
- Déepalma Ibiza Winter Moods, Vol. 2 (3×CD) mixed by Yves Murasca & Rosario Galati (2021 Déepalma Records)
- Déepalma Ibiza 2020 (3×CD) mixed by Yves Murasca & Rosario Galati (2020 Déepalma Records)
- Déepalma Ibiza 2019 (3×CD) mixed by Yves Murasca & Rosario Galati (2019 Déepalma Records)
- Déepalma Ibiza 2018 (3×CD) mixed by Yves Murasca, Rosario Galati & Keyano (2018 Déepalma Records)
- Déepalma Ibiza Winter Moods (3×CD) mixed by Yves Murasca, Rosario Galati & Keyano (2018 Déepalma Records)
- Ibiza Opening Party 2013 (2×CD) mixed by Yves Murasca (2013 More Music)
- Ibiza Opening Party 2012 (2×CD) mixed by Yves Murasca (2012 More Music)
- Ibiza Opening Party 2011 (2×CD) mixed by Yves Murasca (2011 More Music)
- Ibiza Opening Party 2010 (2×CD) mixed by Yves Murasca (2010 More Music)
- Ibiza Opening Party 2009 (2×CD) mixed by Yves Murasca (2009 More Music)
- Housemusic.de Chapter VIII (1xCD) mixed by Yves Murasca (2009 Milk & Sugar Recordings)
- Diamondhouse Lounge Vol.1 (1xCD) mixed by Yves Murasca (2008 Diamondhouse Records)
- Puka Naka Vol.1 (2xCD) CD1 mixed by Yves Murasca (2007 Diamondhouse Records)

### Download-Kompilationen
- Déepalma Ibiza 2017 mixed by Yves Murasca, Rosario Galati, Holter & Mogyoro (2017 Déepalma Records)
- Déepalma 2017 mixed by Yves Murasca (2016 Déepalma Records)
- Déepalma Ibiza 2016 mixed by Yves Murasca (2016 Déepalma Records)
- Déepalma Ibiza 2015 mixed by Yves Murasca (2015 Déepalma Records)
- Déepalma Ibiza 2014 mixed by Yves Murasca (2014 Déepalma Records)
- Déepalma Amsterdam 2013 mixed by Yves Murasca (2013 Déepalma Records)
- Déepalma Eivissa 2013 mixed by Yves Murasca (2013 Déepalma Records)
- Déepalma Miami 2013 mixed by Yves Murasca (2013 Déepalma Records)
- Ibiza to Amsterdam '12 compiled by Yves Murasca (2012 Diamondhouse Records)
- Summer Sessions mixed by Milk & Sugar and Yves Murasca (2012 Milk & Sugar Recordings)
- Winter Sessions mixed by Milk & Sugar and Yves Murasca (2012 Milk & Sugar Recordings)
- Summer Sessions mixed by Milk & Sugar and Yves Murasca (2011 Milk & Sugar Recordings)
- Soul Diamonds (2011 Diamondhouse Records)
- Ibiza Diamonds (2010 Diamondhouse Records)
- Eivissa Sessions (2010 Milk & Sugar Recordings)
- Miami Diamonds (2010 Diamondhouse Records)
- Eivissa Sessions (2009 Milk & Sugar Recordings)
- Miami Diamonds (2009 Diamondhouse Records)
- Ibiza Diamonds (2008 Diamondhouse Records)
- Eivissa Sessions (2008 Milk & Sugar Recordings)
- Miami Diamonds (2008 Diamondhouse Records)